# Non Stop Dancing
Non Stop Dancing af James Last (udgivet af Polydor) er en serie lp'er og cd'er af James Last. Den første, Non Stop Dancing 65, blev udgivet i 1965, og den sidste, Non Stop Dancing 85, blev udgivet i 1984.
Non Stop Dancing er "glad musik" til brug ved fester. Det er rytme og melodi i som man kan synge og danse med på.
Non Stop Dancing (Citeret fra pladecover): "Happy Music, 2x im Jahr: Die Hits der Saison arrangiert James Last auf jeder Non Stop Dancing Langspielplatte zu einem neuen Höhepunkt"
Oversat: "Glad musik, 2 gange om året: Sæsonens hits arrangeret af James Last fører hver Non Stop Dancing LP til et nyt højdepunkt"
Mellem 1965 og 1984 blev der udgivet næsten to lp'er hvert år. Det blev i alt til 35 Non Stop Dancing-lp'er. Langt de fleste Non Stop Dancing-plader blev optaget ved live-koncerter, eller rettere sagt fester hvor publikum sang med og klappede. Har man hørt en Non Stop Dancing-plade, kan man meget sandsynligt genkende en anden. Non Stop Dancing-lyden var stort set uændret fra den første til den sidste plade.
Lyden kan genkendes ved at der er mange blæserinstrumenter (trompeter, saxofoner, etc.) og et stort publikum der klapper og jubler. Der bliver heller ikke lagt skjul på baslyden, i modsætning til guitar- og klaverlyden der ikke fylder ret meget i "billedet". Det var nok en af James Last' største succeser.
Non Stop Dancing var (efter sigende) for de flippede. Det var datidens "hiphop".

## Spor
1. "Don't Ha Ha" (The Governors)
2. "Shake Hands" (Drafi Deutscher)
3. "Can't Buy Me Love" (Beatles)
4. "Skinny Minnie" (Tony Sheridan)
5. "Do Wah Diddy, Diddy" (Manfred Mann)
6. "Clap Hands" (James Last)
7. "Pretty Woman" (Roy Orbison)
8. "Das ist die Frage aller Fragen" (Cliff Richard)
9. "Eight Days a Week" (Beatles)
10. "Kiddy, Kiddy, Kiss Me" (Rita Pavone + Paul Anka)
11. "Good Bye, Good Bye, Good Bye" (Peggy March)
12. "My Boy Lollipop" (Millie)
13. "Zwei Mädchen aus Germany" (Paul Anka)
14. "Tennessee Waltz" (Alma Cogan)
15. "Memphis Tennessee" (Dave Clark Five)
16. "A Hard Day's Night" (Beatles)
17. "I Feel Fine" (Beatles)
18. "No Reply" (Beatles)
19. "Kiss and Shake" (Renate Kern)
20. "Downtown" (Petula Clark)
21. "Cinderally Baby" (Drafi Deutscher)
22. "Wer kann das schon?" (???)
23. "Das war mein schönster Tanz" (Bernd Spier)
24. "Rag Doll" (Four Seasons)
25. "Melanchollie" (Peppino di Capri)
26. "I Want To Hold Your Hand" (Beatles)
27. "Sie liebt dich" (Beatles)
28. "I Should Have Known Better" (Beatles)